# Петровка (Томаковский район)
Петро́вка (укр. Петрівка) — село,
Томаковский поселковый совет,
Томаковский район,
Днепропетровская область,
Украина.
Код КОАТУУ — 1225455103. Население по переписи 2001 года составляло 49 человек .

## Географическое положение
Село Петровка находится на берегу реки Топила,
выше по течению на расстоянии в 1 км расположено село Сергеевка,
ниже по течению на расстоянии в 1,5 км расположено село Семёновка.
Река в этом месте пересыхает, на ней сделана запруда.